# Ип Ман 4: Финал
«Ип Ман 4: Финал» (иер. трад. 葉問4：完結篇, упр. 叶问4：完结篇, кант.-рус.: Ип Мань 4: Юнь кит пхинь, англ. Ip Man 4: The Finale) — гонконгский псевдобиографический фильм о боевых искусствах, снятый Уилсоном Ипом (Ип Вайсёнем) и продюсером которого является Рэймонд Вон. Съёмки фильма начались в апреле 2018 года и закончились в июле того же года.

## Сюжет
Продолжение саги легендарного мастера боевых искусств.
События боевика разворачиваются в середине 20 века в Сан-Франциско. Великий мастер боевого искусства Вин-Чун Ип Ман приезжает в Америку, чтобы устроить в местную школу своего непослушного сына Ип Чина, исключённого за очередную драку. К тому же так случилось, что это совпало с выступлением на турнире по каратэ его ученика — Брюса Ли, открывшего школу для обучения своему мастерству в этом же городе. Ученик насолил местному боевому сообществу, написав книгу на английском языке, пропагандирующую восточные боевые искусства. Мастерам старой школы кажется бессмысленным доносить принципы философии кунг-фу людям Запада. На фоне этих разногласий у Ип Мана возникают сложности в общении с председателем китайского сообщества, а как оказалось именно он является ключом к успеху цели его путешествия. Однако озлобленные старожилы далеко не единственное препятствие, которое предстоит преодолеть престарелому мастеру боевых искусств.

## В ролях
| Актёр                 | Роль          |
| --------------------- | ------------- |
| Донни Йен             | Ип Ман        |
| У Юэ                  | Вань Цзунхуа  |
| Ванесс У              | Хартман У     |
| Скотт Эдкинс          | Бартон Геддес |
| Кент Чен              | Фэй По (Боб)  |
| Дэнни Чань Куоккхуань | Брюс Ли       |
| Нгоу Канинь           | Лён Кань      |
| Крис Коллинс          | Колин Фрэйтер |
| Ванда Марграф         | Вань Жонань   |

## Восприятие
На сайте Rotten Tomatoes кинолента имеет рейтинг критиков в 85 % на основании 34 рецензий (29 положительных и 5 отрицательных) и оценку 6,50 балла из 10. На другом сайте-агрегаторе — Metacritic — средний рейтинг кинокритиков, исходя из 11 критических обзоров, составляет 62 балла из 100, что оценивается сайтом как «в основном положительные отзывы».
Российский кинокритик Борис Хохлов (сайт hkcinema.ru), сравнивая фильм с предыдущими частями киносерии, называет ленту «очередным повторением пройденного, выполненным без какой-либо изюминки».